# 松隈ケンタ
松隈 ケンタ（まつくま けんた、1979年9月26日 - ） は、日本の音楽プロデューサー、作曲家、編曲家、作詞家。ロックバンドBuzz72+のギタリストとしても活動している。株式会社スクランブルズの代表取締役。福岡県久留米市出身。福岡市在住。

## 概要
ロックバンドBuzz72+ （バズセブンツー）を率いて上京、2005年avex traxからメジャーデビュー。編曲家CHOKKAKUのプロデュースにより4枚のCDを発表。
バンドの活動休止後に作詞/作曲家として楽曲提供を始める。
サウンドプロデュースの特徴として、多人数のグループでも歌唱パートの大半をソロパートで構成し、ユニゾンが少ないのが特徴で「ひとりひとりの唄を聴かせたいだけ。みんな頑張ってるのに、まとめてうたわせたら可哀想。」「学生感、合唱部感をコンセプトや音楽的にユニゾンが必要な場合はいいと思います。 ただ、ディレクターの下手さ、REC時間の短縮を目的とした誤魔化すようなユニゾン手法が大嫌いなだけ。 下手でもいいから丁寧に音楽を作ってあげたい。」 と語っている。また、楽曲制作はまず各パートのトラックを完成させてから歌唱パートのメロディを作り上げる手法を採っており、前者を編曲、後者を作曲としてSCRAMBLESに所属しているクリエイター分業している。
2018年プロデューサー年間ランキング23位。
好きなギタリストは、ザ・フーのピート・タウンゼント。
出身地について自身のYouTubeで語っているように、親の仕事上の理由により引っ越しで転々としていた為、小学生時代を過ごし、高校〜バンド活動や就職以降も活動の拠点としていた福岡県久留米市を公式に出身地としている（出生地は栃木県） 。また、現在も実家のある佐賀県三養基郡基山町にも愛着があり、町長とも交流がある。

## 略歴
- 2011年 - サウンドクリエイターチーム「スクランブルズ」発足。
- 2013年 - 自主企画イベント「サウンドスクランブル」を定期に開催。
- 2014年 - 株式会社SCRAMBLESを設立、代表取締役に就任。
- 2015年 - 新人アーティスト、クリエイターの育成にも積極的に携わり、東京・大岡山に「スクランブルズミュージックカレッジ（SMC）」を開校。
- 2016年 - 東京・下北沢に「スクランブルズミュージックカレッジ下北沢校」を開校。
- 2018年 - 福岡に活動拠点を移す。新たに「スクランブルズ福岡スタジオ」を設立し、福岡の音楽を多数制作。レコーディングブースやリハーサルスタジオ利用はもちろん、福岡のミュージシャンやアーティストを発掘し、福岡の音楽シーンを盛り上げる一翼を担っている。 また、8月よりFM FUKUOKAにて初冠ラジオ番組「松隈ケンタのスクランブルロックシティ」メインMCを担当。
- 2019年 - 福岡天神に「スクランブルズ天神オフィス」を設立。 スクランブルズのYouTubeチャンネル[4] 内にて、松隈ケンタによるいいメロディの作り方[5] やスクランブルズの歴史[6] を積極的に配信し、音楽に対する想いやスクランブルズという組織について語る。
- 2020年 - 自身のバンドBuzz72+が13年ぶりにオリジナルメンバーで復活することが、松隈ケンタのラジオで告知された。復活ライヴは4月に福岡で行われるSCRAMBLES主催のライヴイベント「サウンドスクランブル天神2020」。Buzz72+を筆頭に、BiSH、PEDRO、豆柴の大群の他、松隈が手がける九州限定レーベルバンドscramble edgeの若手バンドが登場し、再結成を盛り上げる[7]（新型コロナウイルスの影響により開催中止）。４月に自身のバンドBuzz72+を再始動。４月８日にミニアルバム「13」をリリースし、8月２２日に“無観客”再結成ライブを開催した。[8]   4月26日放送『関ジャム 完全燃SHOW』に出演。 9月1日にスタートした福岡の音楽産業支援キャンペーン「MUSIC ACTION FUKUOKA」（MAF）実施にあたり、松隈ケンタがサウンドプロデューサーにとしてチャリティソング「Beat goes on」を制作。この曲は作詞を深町健二郎、作曲を松隈が担当し、バンドメンバーには福岡ゆかりのアーティスト、タレントなど50組以上約90名が名を連ねている。[9]
- 2021年 - 5月23日放送『Lovr music』にトークゲストとして出演。 7月、自身のバンドBuzz72+主催ライブイベント「JUNCTION 2021」を福岡DRUM Be-1、Zepp Tokyoにて開催。福岡公演にて、Buzz72+の福岡にてレーベル「BAD KNee」の設立を発表。
- 2024年 - BAD KNee 初のガールズグループ「Girls be bad」を発足。 9月15日より、Amazon Prime Video のドキュメンタリー番組『The Producers』第1弾としてドキュメンタリーが公開。

## 提供作品
BiSH（Bye-Bye Showを除くサウンドプロデュース）
- 「OTNK」（作曲）
- 「NO THANK YOU」（作曲）
- 「DEADMAN」（共作詞・共作曲・ギター）（作詞はBiSH、作曲はJxSxKと共作）
- 「プロミスザスター」（共作詞・作曲・ギター）（作詞はJxSxKと共作）
- 「Help!!」（作曲・ギター）
- 「GiANT KiLLERS」（作曲・ギター）
- 「Marionette」（作曲・ギター）
- 「Nothing.」（作曲・ギター）
- 「社会のルール」（作曲・ギター）
- 「VOMiT SONG」（作曲・ギター）
- 「スパーク」（作曲・共編曲）（編曲は田仲圭太と共同）
- 「BiSH-星が瞬く夜に」（共作詞・作曲・編曲）（作詞BiSH、JxSxKと共作）
- 「MONSTERS」（作曲）
- 「Is this call??」（作曲）
- 「サラバかな」（田仲圭太と共編曲）
- 「DA DANCE!!」（作曲）
- 「TOUMIN SHOJO」（作曲）
- 「ぴらぴろ」（作曲）
- 「Story Brighter」（作曲・共編曲」（編曲は田仲圭太と共同）
- 「beautifulさ」（作曲・ギター）
- 「身勝手あいにーじゅー」（作曲・ギター）
- 「デパーチャーズ」（作曲・ギター）
- 「ウォント」（作曲・ギター）
- 「ALL YOU NEED IS LOVE」（共作詞・作曲・編曲・ギター）（作詞はBiSH、JxSxKと共作）
- 「DEAR…」（作曲・共編曲・ギター）（編曲は田仲圭太と共同）
- 「BUDOKANかもしくはTAMANEGI」（共作詞・作曲・共編曲・ギター）（作詞はセントチヒロ・チッチ、JxSxK、編曲は佐藤カズキと共作）
- 「ファーストキッチンライフ」（作曲・ギター）
- 「オーケストラ」（共作詞・作曲・ギター）（作詞はJxSxKと共作）
- 「Stairway to me」（共作詞・作曲・ギター）（作詞はJxSxKと共作）
- 「本当本気」（作曲・ギター）
- 「KNAVE」（作曲・ギター）
- 「Am I FRENZY??」（作曲・ギター）
- 「summertime」（作曲・ギター）
- 「Hey gate」（作曲・ギター）
- 「Throw away」（作曲・ギター）
- 「生きててよかったというのなら」（共作詞・作曲・ギター）（作詞はJxSxKと共作）
- 「My landscape」（作曲・ギター）
- 「SHARR」（作曲・ギター）
- 「SMACK baby SMACK」（作曲・ギター）
- 「spare of despair」（作曲・ギター）
- 「JAM」（作曲・ギター）
- 「ろっくんろおるのかみさま」（作曲・ギター）
- 「Here's looking at you, kid.」（作曲・ギター）
- 「BODiES」（作曲・ギター）
- 「ALLS」（作曲・ギター）
- 「パール」（作曲・ギター）
- 「FOR HiM」（作曲・ギター）
- 「PAiNT it BLACK」（作曲・ギター）
- 「SCHOOLYARD」（作曲・ギター）
- 「NON TiE-UP」（作曲・ギター）
- 「しゃ!!は!!ぬあ!!あぁ。死!!いてぇ。」（作曲・ギター）
- 「Life is beautiful」（作曲・ギター）
- 「HiDE the BLUE」（作曲・ギター）
- 「stereo future」（共作詞・作曲・ギター）（作詞はJxSxKと共作）
- 「S・H・i・T」（作曲・ギター）
- 「Small Fish」（共作詞・作曲）（作詞はJxSxKと共作）
- 「二人なら」（作曲）
- 「DiSTANCE」（共作詞・作曲）（作詞はJxSxKと共作）
- 「遂に死」（作曲）
- 「MORE THAN LiKE」（共作詞・作曲）（作詞はJxSxKと共作）
- 「FREEZE DRY THE PASTS」（共作詞・作曲）（作詞はJxSxKと共作）
- 「CHOP」（作曲）
- 「I am me.」（共作詞・作曲）（作詞はJxSxKと共作）
- 「NO SWEET」（共作詞・作曲）（作詞はJxSxKと共作）
- 「O・S」（作曲）
- 「まだ途中」（作曲）
- 「優しいPAiN」（共作詞・作曲）（作詞はJxSxKと共作）
- 「アイデンティティ」（共作詞・作曲）（作詞はJxSxKと共作）
- 「FiNALLY」（作曲）
- 「CAN YOU??」（作曲）
- 「GRUNGE WORLD」（共作曲）（作曲はJxSxKと共作）
- 「KiND PEOPLE」（作曲）
- 「TOMORROW」（共作詞・作曲）（作詞はJxSxKと共作）
- 「LETTERS」（共作詞・作曲）（作詞はJxSxKと共作）
- 「スーパーヒーローミュージック」（作曲）
- 「ロケンロー」（共作詞・作曲）（作詞はJxSxKと共作）
- 「co」（作曲）
- 「ぶち抜け」（作曲）
- 「I'm waiting for my dawn」（作曲）
- 「STAR」（作曲）
- 「STORY OF DUTY」（作曲）
- 「ZENSHiN ZENREi」（共作詞・作曲) (作詞はJxSxKと共作）
- 「in case…」（作曲）
- 「STACKiNG」（作曲）
- 「CAN WE STiLL BE??」（共作詞・作曲) (作詞はJxSxKと共作）
- 「BE READY」（作曲）
- 「NATURAL BORN LOVERS」（作曲）
- 「I have no idea.」（作曲）
- 「WiTH YOU」（作曲）
- 「狂う狂う」（作曲）
- 「MY WAY」（共作詞・作曲) (作詞はJxSxKと共作）
- 「Beginning,End and Beginning」（作曲）
- 「柏木由紀なりのBiSH-BAD TEMPER-」（共作詞・作曲) (作詞はJxSxKと共作）
- 「FiNAL SHiTS」（共作詞・作曲) (作詞はJxSxKと共作）
- 「NOT FOREVER」（共作詞・作曲) (作詞はJxSxKと共作）
- 「ぴょ」（作曲）
- 「愛してると言ってくれ」（共作詞・作曲) (作詞はJxSxKと共作）
- 「GO TO HELL」（共作詞・作曲) (作詞はJxSxKと共作）
- 「ごめんね」（作曲）
- 「SAKURA」（共作詞・作曲) (作詞はJxSxKと共作）
- 「LiE LiE LiE」（作曲）
- 「Why are you alive??」（作曲）
- 「どんなに君が変わっても僕がどんなふうに変わっても明日が来る君に会うため」（共作詞・作曲) (作詞はJxSxKと共作）
- 「ハッピーエンドじゃなくても」（作曲）
- 「SEE YOU」（共作詞・作曲) (作詞はJxSxKと共作）
- 「USO」（作曲）
- 「UP to ME」（共作詞・作曲) (作詞はJxSxKと共作）
- 「悲しみよとまれ」（共作詞・作曲) (作詞はJxSxKと共作）
- 「ZUTTO」（作曲）
- 「CALL ME AGAiN」（共作詞・作曲) (作詞はJxSxKと共作）
- 「innocent arrogance」（共作詞・作曲) (作詞はJxSxKと共作）

EMPiRE
- 「Buttocks beat! beat!」（作曲）
- 「Black to the dreamlight」（作曲）
- 「MAD LOVE」（作曲）
- 「Don't tell me why」（作曲）
- 「TOKYO MOONLiGHT」（作曲）
- 「EMPiRE is COMiNG」（作曲）(作詞はJxSxKと共作）
- 「デッドバディ」（作曲）
- 「LiTTLE BOY」（作曲）
- 「アカルイミライ」（作曲）
- 「Have it my way」（作曲）
- 「WE ARE THE WORLD」（作曲）
- 「ピアス」（作曲）
- 「A  journey」（作曲）
- 「RiGHT NOW」（作曲）
- 「きっと君と」（作曲）
- 「SUCCESS STORY」（作曲）(作詞はJxSxKと共作）
- 「NEW WORLD」（作曲）
- 「曲がりくねった道の」（作曲）
- 「I have a chance!!」（作曲）
- 「SELFiSH PEOPLE」（作曲）(作詞はJxSxKと共作）
- 「Chase your back」（作曲）
- 「Happy with you」（作曲）
- 「I don't care」（作曲）
- 「To continue」（作曲）
- 「FLY! SiNG! TRY! CRY! SMiLE!」（作曲）
- 「Hey!Hey!」（作曲）
- 「HON-NO」（作曲）
- 「RiNG TO THE BRiGHT FUTURE」（作曲）

GANG PARADE
- 「sugar」（作曲）
- 「crazy night」（作曲）
- 「Barely Last」（作曲）
- 「don't forget me not」（作曲）
- 「ISSIN ITTAI」（作曲）
- 「QUEEN OF POP」（作曲）
- 「テヲノバス」（作曲）
- 「this is love song」（作曲）
- 「WE ARE the IDOL」（作曲）
- 「Happy Lucky Kirakira Lucky」
- 「Plastic 2 Mercy」（作曲・編曲）
- 「too misery」（作曲）
- 「UNIT」（作曲・編曲）
- 「盗られそう」（編曲）
- 「QUEEN OF POP」（作曲・編曲）
- 「WE ARE the IDOL」（作曲）
- 「WINTER SONG」（作曲）
- 「FOUL」（作曲）
- 「Close your eyes」（作曲）
- 「Beyond the Mountain」（作曲）
- 「ペニンシュラ」（作曲）
- 「pretty pretty good」（作曲）
- 「3rd FLOOR BOYFRIEND」（作曲）
- 「Barely Last」（作詞・作曲）
- 「イミナイウタ」（作曲）
- 「GANG PARADE」（作曲）
- 「Are you kidding?」（作曲）
- 「普通の日常」（作曲）
- 「I need you I love you I want you」（作曲）
- 「CAR RADIO」（作曲）
- 「BREAKING THE ROAD」（作曲）
- 「とろいくらうに食べたい」（作曲）
- 「CAN'T STOP」（作曲）
- 「RATESHOW」（作曲）

BiS
- 「My Ixxx」（作曲・編曲）
- 「animal」（作曲）
- 「スプリットブレインシンドローム」（コーラスアレンジ）
- 「primal.」（作曲・編曲）
- 「eat it」（作曲・編曲）
- 「KFC」（作曲）
- 「YAH YAH YAH」（編曲）
- 「豆腐」（作曲・編曲）
- 「IDOL」（作曲・編曲）
- 「PPCC」（作曲）
- 「歩行者天国の雑踏で叫んでみたかったんだ」（作曲・編曲）
- 「CRACK CRACK」（作曲・編曲）
- 「survival dAnce 〜no no cry more〜」（編曲）
- 「BiSimulation」（編曲）
- 「Hide out cut」（作曲・編曲）
- 「DiE」（作曲・編曲）
- 「Fly」（作曲・編曲）
- 「Hi」（編曲）
- 「ODD FUTURE」（作曲・編曲・ギター）
- 「FiNAL DANCE」（作曲・編曲）
- 「SOCiALiSM」（作曲）
- 「Did not」（作曲）
- 「BiS」（作曲・編曲）
- 「太陽のじゅもん」（作曲）
- 「パプリカ」（編曲）
- 「サウザンボルト」（編曲）
- 「one day」（作曲・編曲）
- 「IDOL is DEAD」（作曲・編曲）
- 「ASH」（作曲・編曲）
- 「BLEW」（作曲・編曲）
- 「urge over kill of love」（作曲・編曲）
- 「primal.2」（作曲・編曲）
- 「MMGK」（作曲・編曲）
- 「nasty face」（作曲）
- 「プライマル。」（編曲）
- 「BiSBiS」（作曲・共編曲）（編曲は井口イチロウと共作）
- 「Human after all」（作曲）
- 「Happy Birthday」（作曲）
- 「Not Special」（作曲）
- 「gives」（共作詞・作曲）（作詞はJxSxKと共作）
- 「twisted grunge」（作曲）
- 「ミステリアスホール」（作曲）
- 「SAY YES」（作曲）
- 「Never Starting Song」（作曲）
- 「NOT the END」（作曲）
- 「ぎぶみあちょこれいと」（作曲）
- 「ロミオの心臓」（作曲）
- 「明日が来るなら」（作曲）
- 「NAKODUB」（作曲）
- 「ただ泣いて」（共作詞・作曲・編曲）（作詞はBiSと共作）
- 「あの頃 (BiS Kyoushuku version)」（編曲）
- 「でんでんぱっしょん」（編曲）
- 「デモサヨナラ」（編曲）
- 「Song for a」（作曲）

BiS階段
- 「好き好き大好き」（JOJO広重と共編曲）

BiSとDorothy Little Happy
- 「GET YOU」（編曲・サウンドプロデュース）

Kis-My-Ft2
- 「ETERNAL MIND」（共作曲・共編曲）（作曲はChristofer Erixon、Joakim Bjornberg、CHOKKAKU、編曲はCHOKKAKUと共作）

柴咲コウ
- 「ラバソー 〜lover soul〜」（作曲）

でんぱ組.inc
- 「ブランニューワールド」（作詞・作曲・編曲）

ミームトーキョー
- 「ブランニューワールド」（作詞・作曲・編曲）

中川翔子
- 「フライングヒューマノイド」（作詞・作曲・編曲）
- 「涙星」（作詞・作曲・編曲）
- 「誰にも言えないキスのあと」（編曲）
- 「DreamDriver」（編曲）
- 「Give a reason」（編曲）
- 「白い花」（編曲）
- 「Don't say "lazy"」（編曲）
- 「Rolling Star」（編曲）
- 「寒い夜だから」（編曲）

Aimmy
- 「風の記憶 〜to the end of the world〜」（作曲）

i☆Ris
- 「希望の花を」（作詞・作曲[10]）

井上苑子
- 「ソライロブルー」（編曲・サウンドプロデュース）

Especia
- 「YA･ME･TE!」（作曲）

convenience
- 「VOICE」（全曲サウンドプロデュース）

スターダストプロモーション関連
- 歌馬之介
  - 「夢は何千回も逃げていく」（共作詞・作曲）（作詞はJxSxKと共作）
- 私立恵比寿中学
  - 「フユコイ」（編曲）
- たこやきレインボー
  - 「ナナイロダンス」（作詞・作曲・サウンドプロデュース）
  - 「にじースターダスト」（サウンドプロデュース）
- DISH//
  - 「HIGH-VOLTAGE DANCER」（作曲）
  - 「JUMPer」（作曲）
  - 「Newフェイス」（作詞・作曲・共編曲）（編曲は豊住サトシと共同）
  - 「That’s My Life」（編曲）
  - 「SING-A-LONG feat.アイナ・ジ・エンド(BiSH)」（共作詞・作曲）（作詞はJxSxKと共作）
- TEAM SHACHI
  - 「あなたのトリコ～究極の愛～」（作詞・作曲）
  - 「君にぴったりな歌」（共作詞・作曲）（作詞は四元壯と共作）
  - 「アサガオ」（共作詞・作曲）（作詞は四元壯と共作）
  - 「勲章」（共作詞・作曲）（作詞は永井葉子と共作）
  - 「FANTASTIC MIRAI」（作曲）
- 超ときめき♡宣伝部（ときめき♡宣伝部）
  - 「人生最幸のメロディ」（作曲）
  - 「超ときめき♡宣伝部の VICTORY STORY」（ときめき♡宣伝部のVICTORY STORY）（作曲）
  - 「SWEET SWEET DAYS」（共作詞・作曲）（作詞はJxSxKと共作）
  - 「君と過ごす日々」（作詞・作曲）
- ばってん少女隊
  - 「STORM!」（作曲）
  - 「FREEな波に乗って」（作曲）
- いぎなり東北産
  - 「背徳のエビデンス」（作曲）

NATASHA
- 「ナターシャ」（作曲）

新山詩織
- 「好きなのに」（作曲）

PiiiiiiiN
- 「絶対NEVER DIE」（作曲）

プールイ（全曲サウンドプロデュース）
- 「I'm coming!!」（共作詞・作曲・編曲）（作詞はJxSxKと共作）
- 「You too」（作曲・編曲）
- 「Story」（編曲）
- 「Give me pain」（作曲・編曲）
- 「WHY?」（作曲・編曲）
- 「限られた時間の中で☆」（作曲・編曲）
- 「One day」（作曲・編曲）

BELLRING少女ハート
- 「UNDO」（作曲）

豆柴の大群
- 「りスタート」（サウンドプロデュース）
- 「ろけっとすたーと」（サウンドプロデュース）
- 「大丈夫サンライズ」（作曲）
- 「サマバリ」（作曲）

Miz
- 「Faraway」（作曲・編曲）
- 「JUST TRY」（作曲・編曲）

宮本佳林
- 「落ちこぼれのガラクタだって」（作曲）

メチャハイ♡
- 「VANISHING POINT」（作曲）
- 「NEVER MIND」（作曲）

monogatari
- 「MONOGATARI」（共作詞・作曲）（作詞はBeeee、JxSxKと共作）
- 「もう一回君に好きと言えない」（共作詞・共作曲）（JxSxKと共作）

夢みるアドレセンス
- 「Bye Bye My Days」（サウンドプロデュース）

LUI FRONTiC 赤羽JAPAN（全曲サウンドプロデュース）
- 「感じたいよ ソバにいたいよ 新しい風と切り裂く光を」（共作詞・作曲・ギター）（作詞はJxSxK、プー・ルイと共作）

こがけん
- 「くるくるくるめピーポー feat.いちご姫」（共作詞・作曲・サウンドプロデュース）（作詞はこがけんと共作）

超学生
- 「Did you see the sunrise?」（作詞・作曲・ギター）

ゴリパラ
- 「僕らの旅さ」（作曲・共作詞）

×純文学少女歌劇団（ライブパート『BLACK PARADE』サウンドプロデュース）
- 「道化師たちのロンド」（作詞・作曲）
- 「ファム・ファタール」（作曲）（作詞は井口イチロウ）
- 「ゴシック・アンド・ロリータ」（作曲）（作詞は永井葉子）
- 「DESTINY」（作曲）（作詞はJxSxK）

新しい学校のリーダーズ
- 「青春を切り裂く波動」（作詞・作曲）
- 「BORN TO BE FREE!!!!」（作詞・作曲）

UniteUp!
- 「ELEVEN」（作詞・作曲）

## 劇伴作品
- 映画大好きポンポさん（2021年、音楽・オープニングテーマ作曲）
- 仮面ライダーBLACK SUN（2022年、音楽）[11]
- 十一人の賊軍（2024年、音楽）

## レコーディング参加
未成年
芸能プロモーター 伊津美敬 在籍のバンド
- 「masurawo」　（レコーディング）
- 「Peterpan Syndrome」　（レコーディング）

Aira Mitsuki
- 「Rock'nRoll is dead」　（ギター）

BiSH
- 「earth」（ギター）

## 出演

### テレビ
- 六本松サテライト（NHK福岡-総合、2023年4月22日 - 、毎月第4土曜 18:05 - 18:45） 栗田善太郎とコーナーMC（VTR出演）[12]
- 福岡に音楽番組をつくりたい！（テレビ西日本、2023年4月12日 -、不定期　水曜深夜）レギュラーMC[13]

### ラジオ
- 松隈ケンタの「スクランブル ロックシティ」（FM FUKUOKA 、2018年8月 - 2021年3月、毎週水曜 20:25 - 20:55）
- 六本松サテライト（NHK福岡-FM、2020年4月 - 2023年3月、毎月第1〜3金曜 23:00 - 23:50） 栗田善太郎と共同MC[14]
- 「松隈ケンタのGO!GO!GO!」（CROSS FM、2022年6月-8月、毎週木曜 21:00 - 22:00）
- 「BAD KNee RADIO!!」（CROSS FM、2022年9月- 、毎週木曜 21:00 - 22:00）
- 空想労働シリーズ サラリーマン 第6 - 8話（2023年9月 - 10月、RKBラジオ） - マツクマ博士 役[15]　ラジオドラマのキャスト、音楽・音響プロデューサー。
  - 帰りたいサラリーマン 第4話（2024年9月14日、RKBラジオ） - 部長 役[16]　同上。